# Gare de Fressies
La gare de Fressies est une gare ferroviaire française (fermée) de la ligne de Saint-Just-en-Chaussée à Douai, située sur le territoire de la commune de Fressies dans le département du Nord, en région Hauts-de-France.
C'était une halte voyageurs de la Société nationale des chemins de fer français (SNCF), elle est fermée en 2011. 

## Situation ferroviaire
Établie à 51 mètres d'altitude, la halte fermée de Fressies est située au point kilométrique (PK) 204,9 de la ligne de Saint-Just-en-Chaussée à Douai, entre les gares de Sancourt (fermée) et d'Oisy-le-Verger (fermée). Les gares ouvertes les plus proches sont celles de Cambrai et d'Aubigny-au-Bac.

## Histoire
La halte SNCF est fermée le 11 décembre 2011, lors de la mise en place de l'horaire cadencé.

## Service des voyageurs
Fermée aux services ferroviaires.